# Zollgrenze

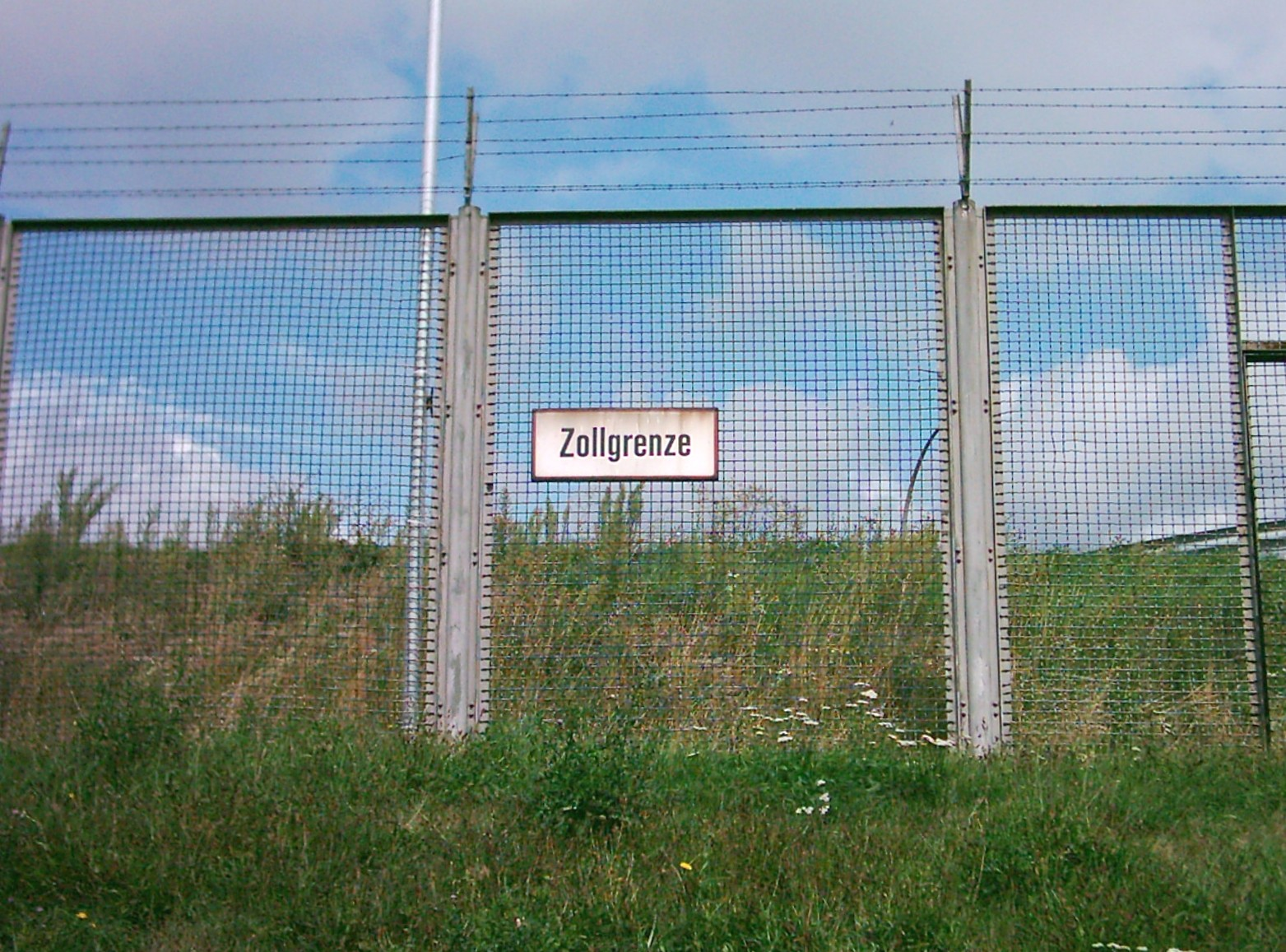
Zollgrenze des ehemaligen Hamburger Freihafens

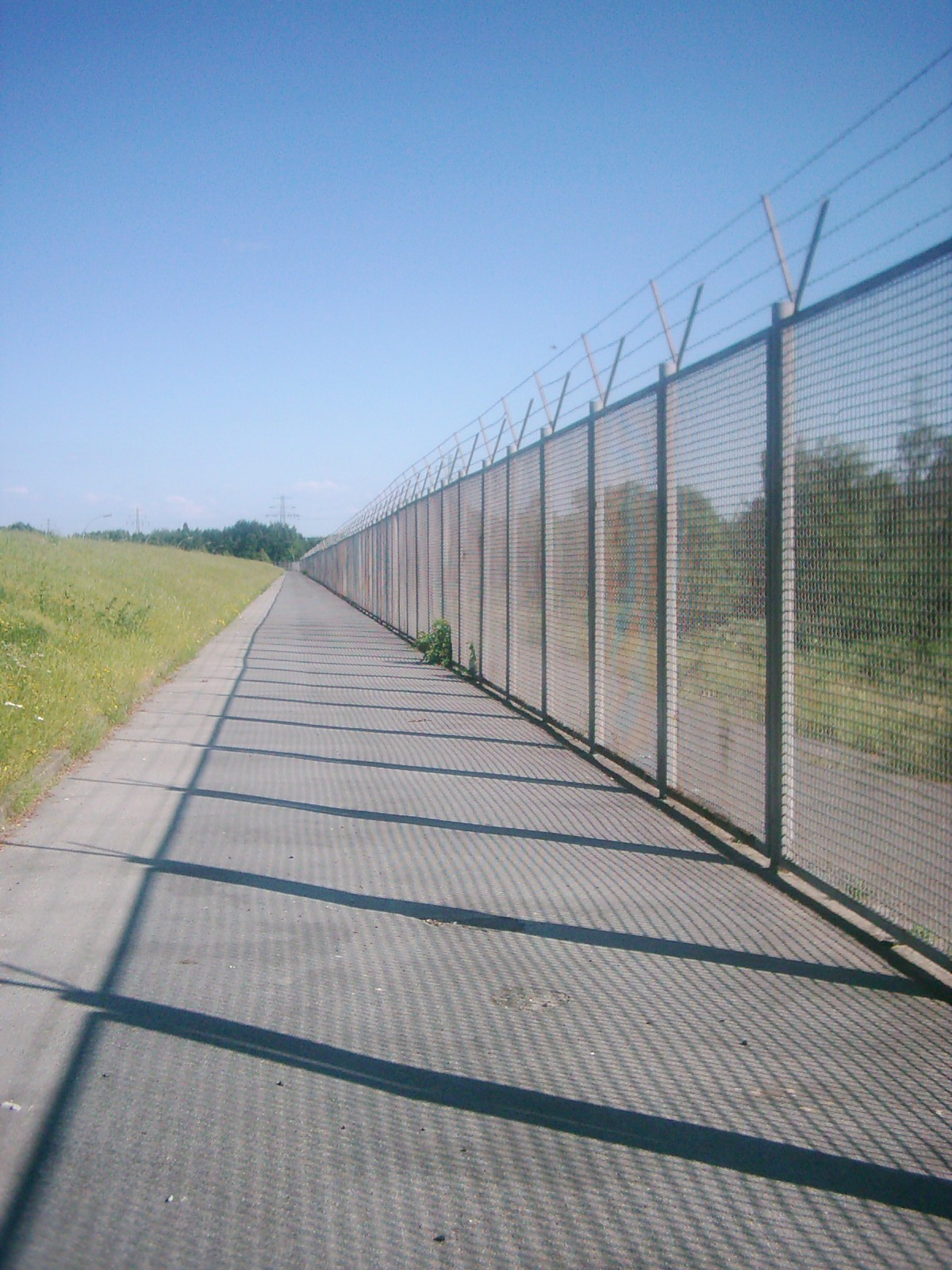
Zollgrenzzaun des ehemaligen Freihafens in Hamburg-Wilhelmsburg, Reiherstieg Hauptdeich

## Zollgrenze auf dem Land
Als Zollgrenze bezeichnet man die Grenze eines Zollgebiets. Hinter der Zollgrenze befindet sich der Zollgrenzbezirk bzw. der grenznahe Raum.
Das Zollgebiet ist zwar häufig mit dem Staatsgebiet identisch, aber nicht immer. Deshalb ist auch die Zollgrenze nicht immer identisch mit der Staatsgrenze. Ein Beispiel ist die Gemeinde Samnaun, die an der schweizerisch-österreichischen Grenze liegt. Sie gehört zwar zum Staatsgebiet der Schweiz, nicht aber zu deren Zollgebiet. Die Zollgrenze verläuft in diesem Fall innerhalb der Staatsgrenze. Die vollständig von schweizerischem Gebiet umschlossene Enklave Büsingen am Hochrhein gehört zum Staatsgebiet von Deutschland, liegt aber im Schweizer Zollgebiet.
Die Zollgrenze wird von der Zollbehörde überwacht. In Deutschland geschieht dies durch den Grenzaufsichtsdienst der Bundeszollverwaltung und teilweise auch durch die Bundespolizei.
Die EU bildet eine Zollunion und besitzt infolgedessen ein gemeinsames Zollgebiet mit einer gemeinsamen Außengrenze. Innerhalb der EU sind die Staatsgrenzen deshalb keine Zollgrenzen mehr.
An fast jeder Zollgrenze finden Zollkontrollen statt. Innerhalb der EU gibt es nur an den Außengrenzen Zollkontrollen, z. B. an internationalen Flughäfen, Freihafen-Übergängen oder Seezollhäfen.

## Seezollgrenze

Die Seezollgrenze bezeichnet die „seewärtige Begrenzung des Zollgebietes der Gemeinschaft“.
Seeseitig entspricht die Zollgrenze der äußeren Begrenzung der 12-Meilen-Zone. Neben den Landgebieten und dem technisch nutzbaren Erduntergrund gehören auch die Küstengewässer bis zu einer Ausdehnung von zwölf Seemeilen (entspricht 22,224 km) von der Basislinie aus, sowie der Luftraum in der durch konventionelle Flugzeuge erreichbaren Flughöhe zum Zollgebiet der Union. Die Seezollgrenze umschließt auch in das Meer hinausreichende feste Anlagen wie Hafenmauern, Molen, Dämme, Buhnen, Stege, Anlege-, Lade- und Landebrücken. Der Küste vorgelagerte Inseln innerhalb der 12-Meilen gehören ebenfalls zum Zollgebiet. Jedoch gehört Helgoland beispielsweise nicht zum deutschen Zollgebiet, da es weiter von der Küste weg liegt.

## Zollunion
Einen Zusammenschluss von Staaten, die ein gemeinsames Zollgebiet bilden, nennt man Zollunion. Zwischen ihnen fallen bestimmte oder alle Zollgrenzen weg.
Der Wegfall oder die Neuentstehung von Zollgrenzen kann große wirtschaftliche Auswirkungen haben:
- im Zuge der Kontinentalsperre (1806) versuchte Napoleon die französische Wirtschaft gegen jegliche europäische und transatlantische Konkurrenz zu schützen. Zu dem protektionistischen Maßnahmenbündel gehörten auch „Schutzzölle“.
- etwa 1865 fiel die polnische Zollgrenze zu Russland weg, weil sich das Zarenreich Polen einverleibt hatte. Dies brachte den ehemals polnischen Gebieten einen rasanten Wirtschaftsaufschwung, der bis zum Ersten Weltkrieg andauerte.
- Die deutsch-österreichische Zollunion war ein Projekt des Deutschen Reiches und der Republik Österreich in den Jahren 1930 und 1931. Es stieß auf energische Proteste der Regierungen Frankreichs, Italiens und der Tschechoslowakei, weil es einen Anschluss Österreichs und eine Hegemonialstellung Deutschlands in Mittel- und Südosteuropa vorzubereiten schien. Auch die britische Regierung stand dem Projekt ablehnend gegenüber, weil es die internationalen Spannungen verschärfte. Der Plan einer Zollunion scheiterte im Spätsommer 1931, als die französische Regierung Österreichs Finanznot in der Weltwirtschaftskrise nutzte und eine internationale Kredithilfe von einem Verzicht auf das Projekt abhängig machte.

## Sonstiges
Eine Zollgrenze wirkt nicht nur durch die an ihr erhobenen Zölle, sondern auch durch andere Faktoren: bei der Zollerhebung geht Zeit verloren, es entstehen administrative Kosten (z. B. Lohnkosten für Zöllner, siehe auch Transaktionskosten). In Hamburg wurde der Freihafen zum Jahresanfang 2013 aufgehoben. Unzählige Überwachungen bei Ein- und Ausfahrt aus dem Freihafen konnten so entfallen. Daneben kann eine Zollgrenze auch ein Nicht-tarifäres Handelshemmnis sein. Zum Beispiel behinderte Frankreich jahrelang den Import von bestimmten Gütern, indem es die Einfuhranträge monatelang liegenließ und nicht bearbeitete.
Obwohl die Welthandelsorganisation (WTO) den Aufbau und die Beibehaltung nichttarifärer Handelshemmnisse verbot, wurden diese im großen Maße als Ersatz für tarifäre Handelshemmnisse (vor allem Zölle) eingeführt. Gerade die Industrieländer nutzen häufig hohe Standards, um ausländische Anbieter zu diskriminieren. Diese Standards sollen – tatsächlich und/oder vorgeblich – dem Schutz des Verbrauchers vor minderwertiger oder schlechter Ware durch Normen und Standards dienen.